# 존모드

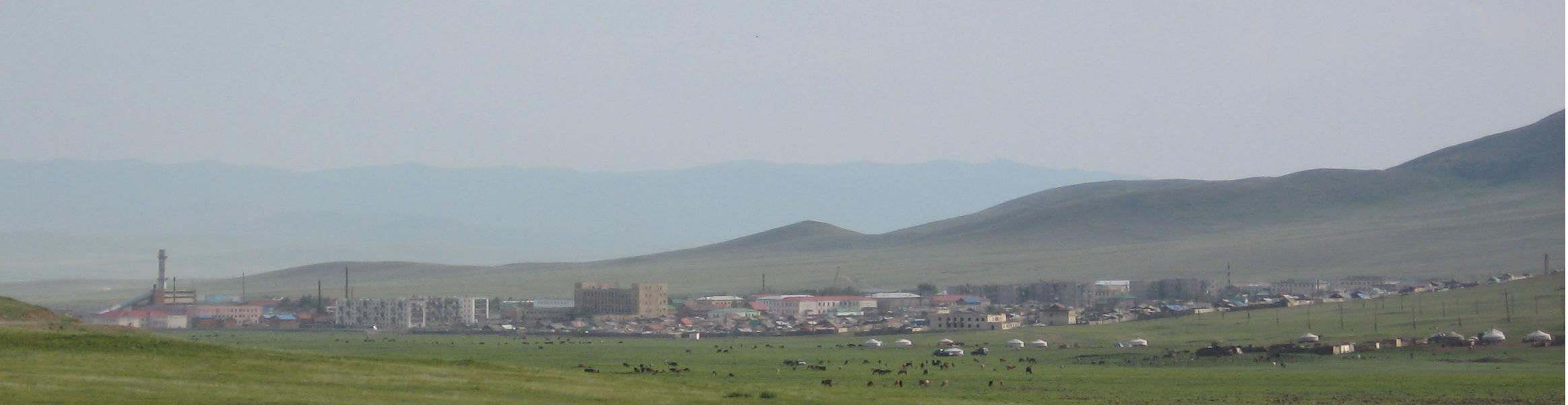
존모드 시가지

존모드(몽골어: Зуунмод, [tsoŋ.mɔt], 종멋)는 몽골 투브 주의 주도로 면적은 19.18km2, 인구는 14,660명(2006년 기준)이다. 도시 이름은 몽골어로 "100그루의 나무"를 뜻한다. 수도 울란바토르에서 남쪽으로 43km 정도 떨어진 곳에 위치한다. 2004년 기준으로 시내에는 24,000마리의 가축이 분포하고 있다.